# رودلف یواخیم سک
رودلف یواخیم سک (۱۵ ژوئیه ۱۹۰۸ – ۱۹۷۴ (۶۵−۶۶ سال)) افسر اس‌اس-اوبرشارفورر آلمانی در جریان جنگ جهانی دوم بود که در طی آن مرتکب تعداد زیادی جنایت علیه بشریت شد، و بعدها در دادگاهی در آلمان غربی به حبس ابد محکوم شد.
سک فرمانده اردوگاه کار اجباری یونگفرنهوف، نزدیک ریگا، لتونی بود، و دفتر وی در مقر گشتاپو در ریگا قرار داشت.